# Reserva de caça de Borgu
A Reserva de caça de Borgu, (em inglês) Borgu Game Reserve é uma seção do Parque nacional de Kainji, na Área de governo local de Borgu de Níger (estado) e Baruten Áreas de governo local do Kwara (estado), Nigéria.
Faz fronteira a leste com lago Kainji e chega quase até a fronteira com o Benin para o oeste, cobrindo 397 002 hectares (980 000 acre(s)s). Foi amalgamado com a Reserva de caça de Zugurma em 1975 para formar o Parque Nacional do Lago Kainji.